# Català oriental
El català oriental o bloc oriental del català és el conjunt de dialectes del català parlats a l'est de Catalunya (a les províncies de Girona i Barcelona, a la vegueria de Tarragona i a la Catalunya del Nord), a les Illes Balears i a l'Alguer.
La principal característica que defineix aquest bloc, la qual el contraposa al bloc occidental, és l'aparició de la vocal neutra [ə], tant en posició tònica com en posició àtona, la qual, no obstant això, en la major part de les seves variants ha evolucionat cap a altres punts, majoritàriament /ɛ/. En context àton, es produeix una neutralització de les vocals /ɛ/, /e/ i /ə/ en [ə]; en alguerès, la neutralització es produeix cap a [a].
Sovint, hom ha assajat d'assignar altres trets a un bloc i a l'altre, però gairebé no n'hi ha cap la distribució del qual coincidesca amb la de la vocal neutra. Efectivament, hi ha altres característiques que són pròpies de tot o gran part del bloc oriental que l'oposen a tot o gran part del bloc occidental, però no es poden considerar pròpiament definidores del bloc perquè no són comunes a tots els dialectes que el conformen o són compartides per una part dels dialectes del bloc occidental. Entre aquests trets, hom hi troba:
- La neutralització de /o/ en [u] en posició àtona, un tret que no comparteix el mallorquí (llevat de certs pobles pobles quan és seguit de /i/ o /u/) i que és més modern.
- La pronúncia del fonema /ʃ/ sense cap apèndix palatal, que en occidental és [iʃ] (en mots com coneixes o peix); però hi ha dialectes valencians que tampoc presenten aquest apèndix i hi ha dialectes del català central que sí que el presenten.
- Avui en dia, tot el bloc fa el subjuntiu en /i/ (canti, pugui, dormi), però es tracta d'un morfema força modern i compartit per una part del nord-occidental.
- La monoftongació de qua i gua en co i go, un tret que avui en dia s'ha perdut en gairebé tot el central.
- La iodització, la qual també s'ha perdut en central i, possiblement, no va existir mai en rossellonès.

Pel que fa a les causes de la partició dialectal, hom ha proposat diverses teories que debatien sobre el substrat del català, però avui en dia la proposta més acceptada és la que relaciona la frontera dialectal amb les valls fluvials: resulta que la línia que divideix ambdós blocs, que passa pel Principat, coincideix amb la línia que separa les conques fluvials menors del Llobregat, el Gaià i el Francolí amb les del Segre i l'Ebre. Així, el tret innovador del català oriental s'hauria difós per tot el territori actual per qüestions de proximitat i de contacte, mentre que a les Balears i l'Alguer hi hauria arribat per la repoblació.

## Història interna
El primer gran canvi que dividí el territori de parla catalana en dos blocs fou el que patí la meitat oriental, quan el català encara es parlava solament a la Catalunya vella, en aparèixer la vocal neutra. Aquest és el canvi més antic que parteix el territori català en dos d'entre els que han perviscut fins als nostres dies i han condicionat els canvis lingüístics posteriors, de manera que es pot afirmar que, més enllà de la fragmentació interna que puguin tenir els dos blocs, el que és evident és que cadascun d'ells forma una unitat filogenètica. Així, la divisió entre els blocs és irreversible (llevat que es produesca la substitució d'un dialecte per un altre), per molt que un dialecte d'un bloc abandoni un dels trets que a l'origen el definien, com ha passat, per exemple, el català central, que ha perdut la /ə/ tònica.

### La vocal neutra
El sistema vocàlic de què parteix el català és el que era propi de la majoritat del territori llatinovulgar, format per /i/, /e/ i /ɛ/ a la sèrie anterior, /u/, /o/ i /ɔ/ a la posterior, i /a/ com a vocal central baixa. Aquest sistema patí una evolució, possiblement abans de la conquesta del Regne de Mallorca i el Regne de València, en una part del seu territori, a l'est; en virtut d'aquest canvi, l'antiga /e/ de mots com cabell (< CAPĬLLUM) i tres (< TRĒS) se centralitzà en /ə/, alhora que /a/, /ɛ/ i l'antiga /e/, ara esdevenguda /ə/, es neutralitzaven en [ə] en posició tònica. Aquest sistema fou exportat per la repoblació a les Balears i a l'Alguer, però no al Regne de València, per molt que fos repoblat principalment de catalans orientals. Hi ha força debat respecte els motius per què les Balears adoptaren un català oriental i el valencià adoptà un català occidental. Atès que els primers casos de confusió de /a/ i /e/ en posició àtona apareixen als texts dels bisbats de Girona i Elna, hom pensa que el fenomen podria haver nascut allà i haver-se difós cap al sud.
Segons Recasens, primer aparegué la neutralització de /e/ i /a/ en posició pretònica (en mots com després, cantar), un estadi ja consolidat el segle xi; seguidament es neutralitzarien /e/ i /a/ àtones a la resta de posicions, i finalment, per analogia a la sèrie àtona, la /e/ tònica esdevendria /ə/, un fet consolidat cap al segle xiv, de ple en el moment dels repoblaments dels regnes de Mallorca i València.
La vocal neutra tònica provinent de e tancada llatina també apareix en diversos parlars occitans de l'Alvèrnia i de les Landes (l'anomenat gascó negre), en què la vocal apareix arrodonida, i també en piemontès i qualque parlar retoromànic del sobreselvà i del ladí.
Cap al segle xv, el català central i el rossellonès feren convergir la /ə/ tònica amb la /ɛ/, de manera que presenten el mateix inventari vocàlic que l'occidental però amb una distribució dels timbres de les e diferent: g[e]nt i c[ɛ]l en ambdós dialectes, però v[ɛ]u en oriental i v[e]u en occidental. Cap al segle xix i xx, una part de l'eivissenc, del mallorquí i del menorquí també patiren aquest mateix canvi. No obstant això, el rossellonès ha anat més enllà i ha fet convergir la e oberta /ɛ/ amb la e tancada /e/. Per la seva part, l'alguerès, en comptes de fer convergir la vocal neutra amb la e oberta /ɛ/, la va fer convergir amb la e tancada /e/, de manera que va tornar a l'estadi anterior i, actualment, presenta una distribució de les e tòniques igual que el català occidental.

### Altres trets
Històricament, la iodització presentava una distribució força semblant a la de la vocal neutra. No obstant això, no era present en rossellonès, per ventura pel seu contacte amb l'occità (el qual no coneix aquest femomen), i es va abandonar en la part més meridional del central. A més, avui en dia, a tota l'antiga zona ioditzant del Principat està en greu recessió, de manera que gairebé només es conserva amb vitalitat a les Balears.
Cap al segle xvi, per igualar la sèrie anterior amb la posterior, bona part del bloc oriental també ha neutralitzat la sèrie posterior, de manera que /ɔ/, /o/ i /u/ es neutralitzen en [u] en posició àtona. Aquest fenomen, però, no es dona en mallorquí (però sí que s'esdevé en solleric), de manera que no es pot afirmar que el bloc oriental el definesca aquesta característica perquè no es troba als orígens del naixement del bloc dialectal. Sembla que la neutralització en [u] no és monogenètica, ans es va esdevenir independentment al Principat, a Eivissa, a Menorca i a Sóller pel fet que aquests dialectes se separaren a mitjan segle xiv (quan s'estancà la repoblació de les illes a causa de la pesta negra) i el fenomen es comença a identificar a principi del segle xvi. No obstant això, a la sola frontera que hi ha entre el bloc oriental i l'occidental, aquest tret coincideix amb la distribució del tret de la vocal neutra, atesa la insularitat de Mallorca.
El català oriental tenia una gran tendència a monoftongar els grups qua i gua en co i go, en mots com guaitar, aigua, quaranta. Amb tot, el central gairebé ho ha perdut del tot, mentre que en balear només es produeix en posició àtona. Sembla, però, que antigament sí que es corresponia amb la distribució entre els dos blocs.
En tot el bloc oriental, el fonema /ʃ/ es pronuncia sol, sense fer-lo precedir d'un segment [j] (en mots com coneixes, deixar, peix). Amb tot, també hi ha dialectes del bloc occidental que no realitzen aquest apèndix, com el valencià alacantí o determinats parlars de la Marina, així com hi ha variants de l'oriental com el tarragoní, el capcinès i parts del parlar de l'Anoia, del Berguedà i del Penedès que sí que el realitzen, de manera que no es pot considerar un tret propi exclusivament del bloc oriental que l'oposi al bloc occidental. No obstant això, els parlars del bloc occidental que no realitzen aquest apèndix el podrien haver perdut en època moderna, de manera que sí que es podria tractar d'un tret que es trobaria a l'origen de la divisió entre els dos blocs.
En relació amb aquest tret, també s'ha observat que, principalment, els dialectes orientals realitzen [ʃ] en posició inicial (en mots com xutar, xinès, xapa), mentre que els occidentals realitzen [tʃ]. No obstant això, l'alguerès i el tarragoní (també pot aparèixer en altres zones del central) també presenten [tʃ], mentre que el valencià té [ʃ] en determinats mots com xeringa i topònims com Xixona, Xàbia o Xaló.
Pel que fa a la morfologia, el català occidental conserva les n etimològiques en els plurals de certs mots, com en hòmens i jóvens, que el català oriental ha perdut. Però es tracta simplement d'una retenció compartida del català occidental, de manera que no és un tret vàlid per a ser comptat en una classificació genètica dels dialectes. De fet, l'eivissenc també conserva aquest tret.
En tot el bloc, el morfema per al present de subjuntiu és la /i/: canti, vulgui, dormi. No obstant això, es tracta d'un morfema força modern, de no més de tres-cents anys, aparegut primer en barceloní i després (de manera independent, és a dir, que no fou exportat) en balear (on encara es conserva, residualment, el subjuntiu clàssic amb morfema zero: que jo cant, que tu cants, que ell cant…) i estès a tot el bloc al llarg del segle xix. No es tracta, per tant, d'un tret que es trobi a l'origen de la separació entre tots dos blocs. Per altra banda, el morfema avança ràpidament en el català nord-occidental, on ja ha guanyat la ciutat de Lleida i altres localitats, en detriment del subjuntiu en -o (que jo canta, que tu cantos, que ell canto), el qual també es podia trobar, antigament, en localitats del bloc oriental com ara Blanes.

## Història externa
La primera vegada que hom va reparar en aquest tret dialectal del català per establir una divisió dialectal fou el 1861, quan Milà i Fontanals ho va observar a Los trovadores en España. De fet, Milà i Fontanals va fer notar aquesta diferència només pel que feia al català del Principat, però ràpidament hom va fer encabir el balear i el valencià, per bé que Milà i Fontanals, d'entrada, considerà que el balear constituïa un bloc a part.

## Dialectes
Formen part del bloc oriental els dialectes següents:
- Septentrional o Rossellonès
  - Capcinès
- Central
  - Barceloní
  - Salat
  - septentrional de transició, parlar de transició al septentrional.
  - Tarragoní, parlar amb trets que l'acosten a l'occidental.
  - Vilanoví
  - Xipella, parlar de transició a l'occidental.
- Balear
  - Menorquí
  - Mallorquí
  - Eivissenc
- Alguerès